# Simon Fabris
Simon Fabris (Bolzano, 14 gennaio 1986) è un allenatore di hockey su ghiaccio ed ex hockeista su ghiaccio italiano, di ruolo portiere.

## Biografia
Fratello di Daniel Fabris, ha come quest'ultimo giocato soprattutto con l'Appiano. In massima serie ha vestito per la seconda parte della stagione 2021-2022 e per l'intera stagione successiva, la maglia del Pontebba.
Dopo il ritiro, al termine della stagione 2016-2017, è divenuto allenatore dei portieri dapprima nella squadra giovanile dell'Academy di Bolzano e nell'AurOra Frogs, poi nell'Appiano, di cui è stato a più riprese anche assistente allenatore.